# Kanton Mauléon-Barousse
Mauléon-Barousse is een voormalig kanton van het Franse departement Hautes-Pyrénées. Het kanton maakte deel uit van het arrondissement Bagnères-de-Bigorre. Het werd opgeheven bij decreet van 25 februari 2014, met uitwerking op 22 maart 2015. Alle gemeenten werden opgenomen in het nieuwe kanton La Vallée de la Barousse.

## Gemeenten
Het kanton Mauléon-Barousse omvatte de volgende gemeenten:
- Anla
- Antichan
- Aveux
- Bertren
- Bramevaque
- Cazarilh
- Créchets
- Esbareich
- Ferrère
- Gaudent
- Gembrie
- Ilheu
- Izaourt
- Loures-Barousse
- Mauléon-Barousse (hoofdplaats)
- Ourde
- Sacoué
- Sainte-Marie
- Saléchan
- Samuran
- Sarp
- Siradan
- Sost
- Thèbe
- Troubat